# MVP del All-Star Game de la WNBA

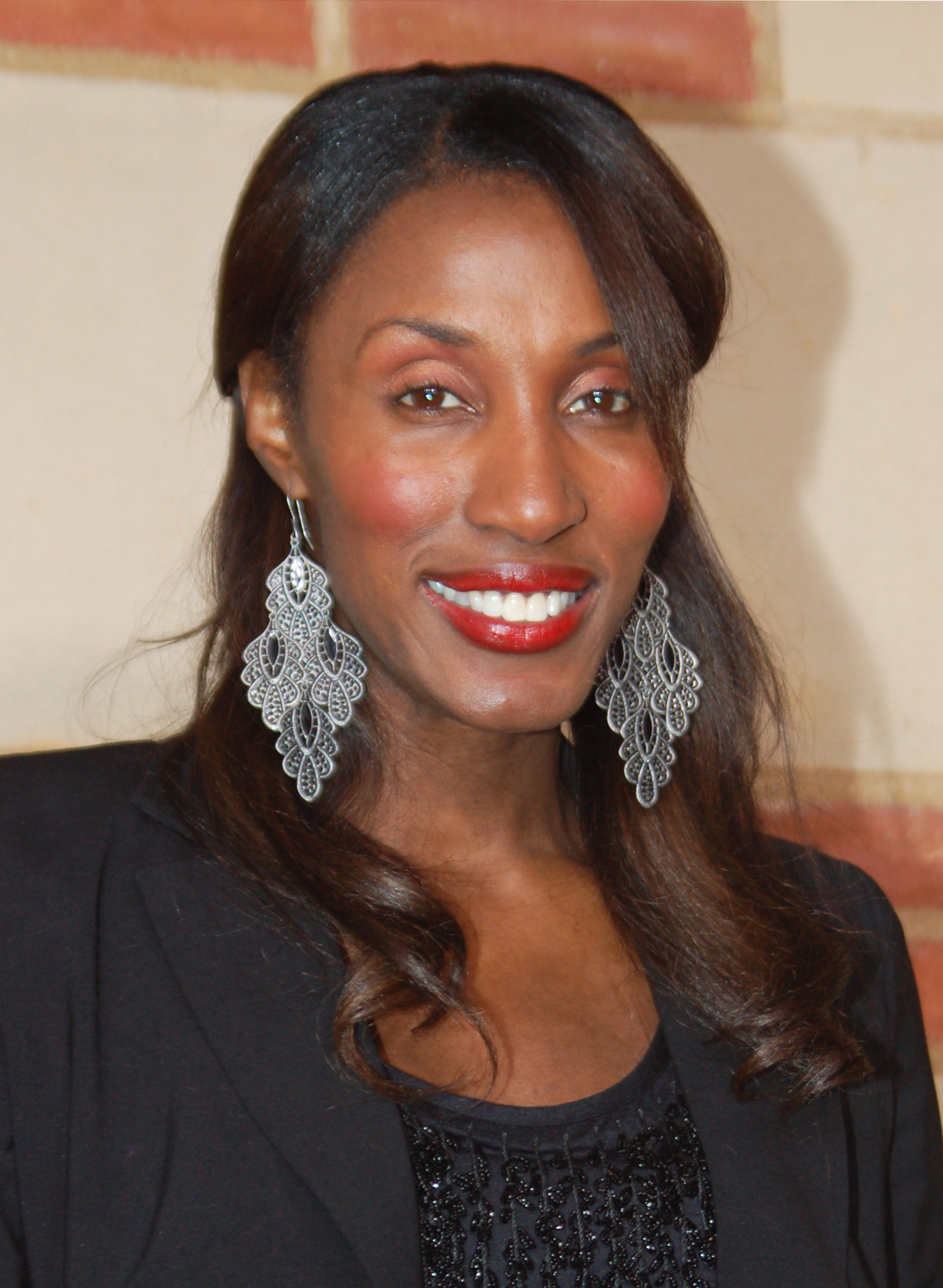
Lisa Leslie en una presentación de The Hot Chocolate Nutcracker en diciembre de 2010.

El premio MVP del All-Star Game de la WNBA (WNBA All-Star Game Most Valuable Player Award) es un premio anual otorgado por la Asociación Nacional de Baloncesto Femenina (Women's National Basketball Association) o (WNBA) ala jugadora más destacada en el All-Star Game. El All-Star Game (Juego de Estrellas) se inició durante la temporada de la WNBA de 1999, el tercer año de la WNBA. No hubo juego celebrado en 2004, 2008, 2010, o 2012. 
Lisa Leslie es la jugadora que ha ganado más premio de MVP del All-Star Game, con tres. Ella lo ganó en 1999, 2001 y 2002.

## Ganadoras
| Año  | Jugadora                                               | Nacionalidad                                           | Equipo                                                 |
| ---- | ------------------------------------------------------ | ------------------------------------------------------ | ------------------------------------------------------ |
| 1999 | Lisa Leslie                                            | Estados Unidos                                         | Los Angeles Sparks                                     |
| 2000 | Tina Thompson                                          | Estados Unidos                                         | Houston Comets                                         |
| 2001 | Lisa Leslie (2)                                        | Estados Unidos                                         | Los Angeles Sparks                                     |
| 2002 | Lisa Leslie (3)                                        | Estados Unidos                                         | Los Angeles Sparks                                     |
| 2003 | Nikki Teasley                                          | Estados Unidos                                         | Los Angeles Sparks                                     |
| 2004 | No hubo All-Star Game                                  | No hubo All-Star Game                                  | No hubo All-Star Game                                  |
| 2005 | Sheryl Swoopes                                         | Estados Unidos                                         | Houston Comets                                         |
| 2006 | Katie Douglas                                          | Estados Unidos                                         | Connecticut Sun                                        |
| 2007 | Cheryl Ford                                            | Estados Unidos                                         | Detroit Shock                                          |
| 2008 | No hubo All-Star Game por los juegos olímpicos de 2008 | No hubo All-Star Game por los juegos olímpicos de 2008 | No hubo All-Star Game por los juegos olímpicos de 2008 |
| 2009 | Swin Cash                                              | Estados Unidos                                         | Seattle Storm                                          |
| 2010 | No hubo All-Star Game                                  | No hubo All-Star Game                                  | No hubo All-Star Game                                  |
| 2011 | Swin Cash (2)                                          | Estados Unidos                                         | Seattle Storm                                          |
| 2012 | No hubo All-Star Game por los juegos olímpicos de 2012 | No hubo All-Star Game por los juegos olímpicos de 2012 | No hubo All-Star Game por los juegos olímpicos de 2012 |
| 2013 | Candace Parker                                         | Estados Unidos                                         | Los Angeles Sparks                                     |
| 2014 | Shoni Schimmel                                         | Estados Unidos                                         | Atlanta Dream                                          |
| 2015 | Maya Moore                                             | Estados Unidos                                         | Minnesota Lynx                                         |
| 2016 | No hubo All-Star Game por los juegos olímpicos de 2016 | No hubo All-Star Game por los juegos olímpicos de 2016 | No hubo All-Star Game por los juegos olímpicos de 2016 |
| 2017 | Maya Moore (2)                                         | Estados Unidos                                         | Minnesota Lynx                                         |
| 2018 | Maya Moore (3)                                         | Estados Unidos                                         | Minnesota Lynx                                         |
| 2019 | Erica Wheeler                                          | Estados Unidos                                         | Indiana Fever                                          |
| 2020 | No hubo All-Star Game por pandemia                     | No hubo All-Star Game por pandemia                     | No hubo All-Star Game por pandemia                     |
| 2021 | Arike Ogunbowale                                       | Estados Unidos                                         | Dallas Wings                                           |
| 2022 | Kelsey Plum                                            | Estados Unidos                                         | Las Vegas Aces                                         |
| 2023 | Jewell Loyd                                            | Estados Unidos                                         | Seattle Storm                                          |
| 2024 | Arike Ogunbowale (2)                                   | Estados Unidos                                         | Dallas Wings                                           |
| 2025 | Napheesa Collier                                       | Estados Unidos                                         | Minnesota Lynx                                         |